# Таш-Асты
Таш-Асты (баш. Ташаҫты) — деревня в Гафурийском районе Республики Башкортостан, входит в состав Имендяшевского сельсовета.

## Название
Название аула появилось путём слияния двух башкирских слов: «таш» (камень) и «аҫты» (низ). То есть название деревни можно перевести как «низ камня», либо «под камнем». Под камнем здесь подразумевается скала Уклы Кая, находящаяся на севере от самой деревни.

## География
Находится в пределах Зилимо-Аскинского карстово-спелеологического района, на правом берегу реки Зилим, у подножия скалы Уклы Кая. неподалёку находятся пещеры Киндерлинская, Октябрьская, пещера Леднева, археологический памятник Таш-Асты.

### Географическое положение
Расстояние до:
- районного центра (Красноусольский): 56 км,
- центра сельсовета (Карагаево): 6 км,
- ближайшей ж/д станции (Белое Озеро): 63 км.

## История
Основана башкирами Кальсер-Табынской волости Стерлитамакского уезда на собственных землях, известна с 1795 года под названием Ташастино (в 14 дворах учтено 60 человек). На территории данной деревни проживают представители рода кальсер-табын племени табын. Жители разговаривают на южном диалекте башкирского языка. 
В 1795—1920 гг. почти не развивалась, количество дворов постоянно находилось в пределах 14-18. Численность ее населения особо не увеличивалась: она колебалась между цифрами 60 и 90. Перед первой советской переписью в деревенскую общину были приняты 3 тептяря. 
Жители поселения в течение XIX в. продолжали оставаться скотоводами. Всем 64 жителям в 1839 г. принадлежали 50 лошадей, 80 коров, 15 овец, 39 коз. На каждого члена общины засевали 3,1 пуда хлеба (168 пудов озимого и 32 пуда ярового). Пчеловодство переживало упадок: имели лишь 8 ульев и 1 борть.
В 1861 году в 23 дворах проживало 113 человек. Занимались скотоводством, земледелием, изготовлением саней и деревянной посуды. 
В 1906 году среди занятий отмечены лесные промыслы. 
В 2020 году на левом берегу реки Зилим была открыта Мастерская народных промыслов «Сердце Башкирии».
Летом 2016 и 2023 годов состоялись фестивали «Мәргән уҡсы».

## Население
| 2002 | 2009 | 2010 |
| ---- | ---- | ---- |
| 142  | ↗158 | ↘123 |

Согласно переписи 2002 года, преобладающая национальность — башкиры (100%).

## Известные уроженцы
- Абузаров, Салават Назирович (род. 1967) — известный башкирский поэт и драматург.
- Каранаева Анжелика Ризаевна (род.1995) — известная башкирская певица.[источник не указан 849 дней]
- Саиткулова (Абузарова) Камила Ахметгареевна (1925-2021) — известная башкирская участница Великой Отечественной войны.[источник не указан 849 дней]

## Фотогалерея

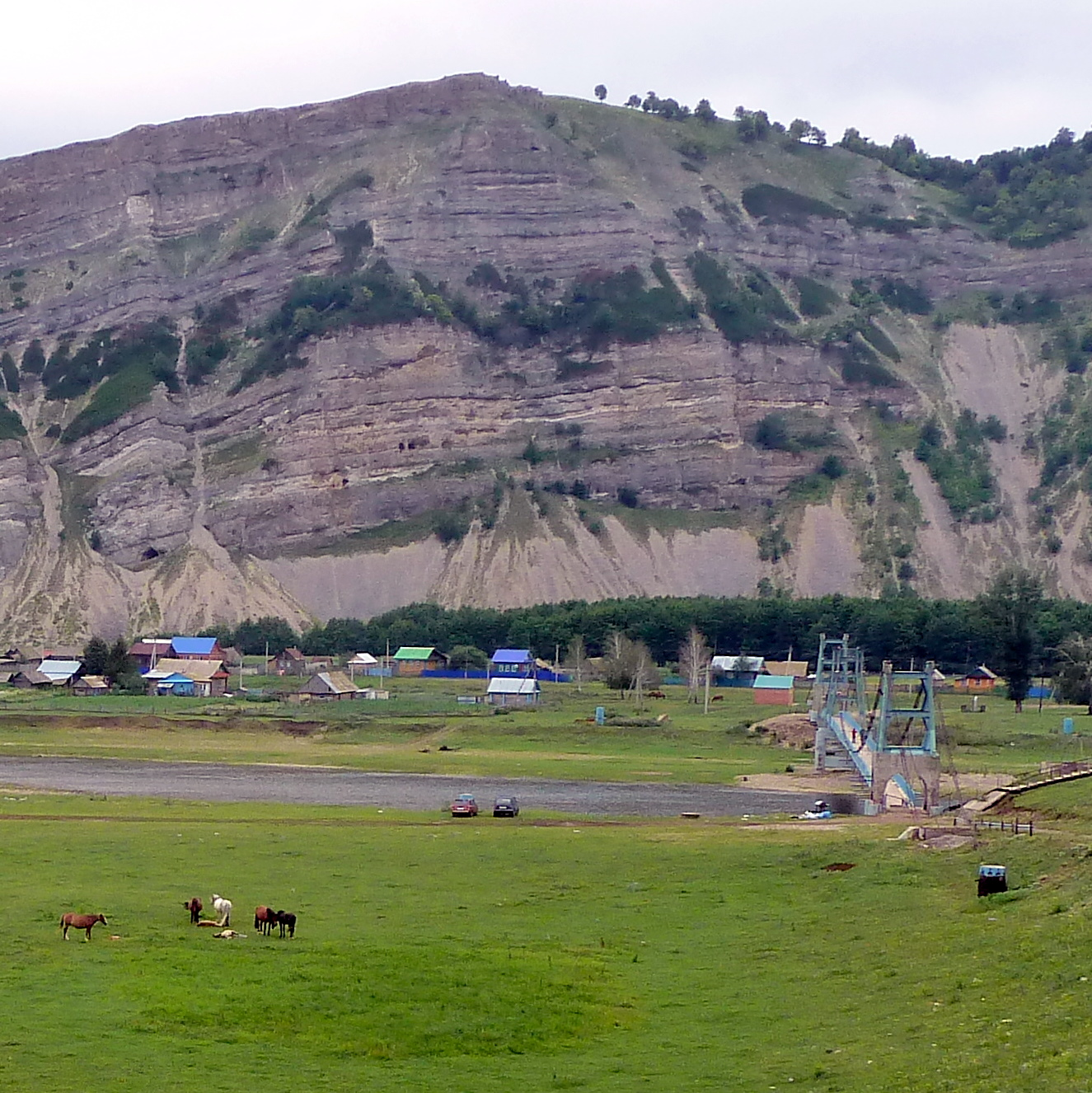
Таш-Асты, скала Уклы-Кая и мост через реку Зилим, 2011 год
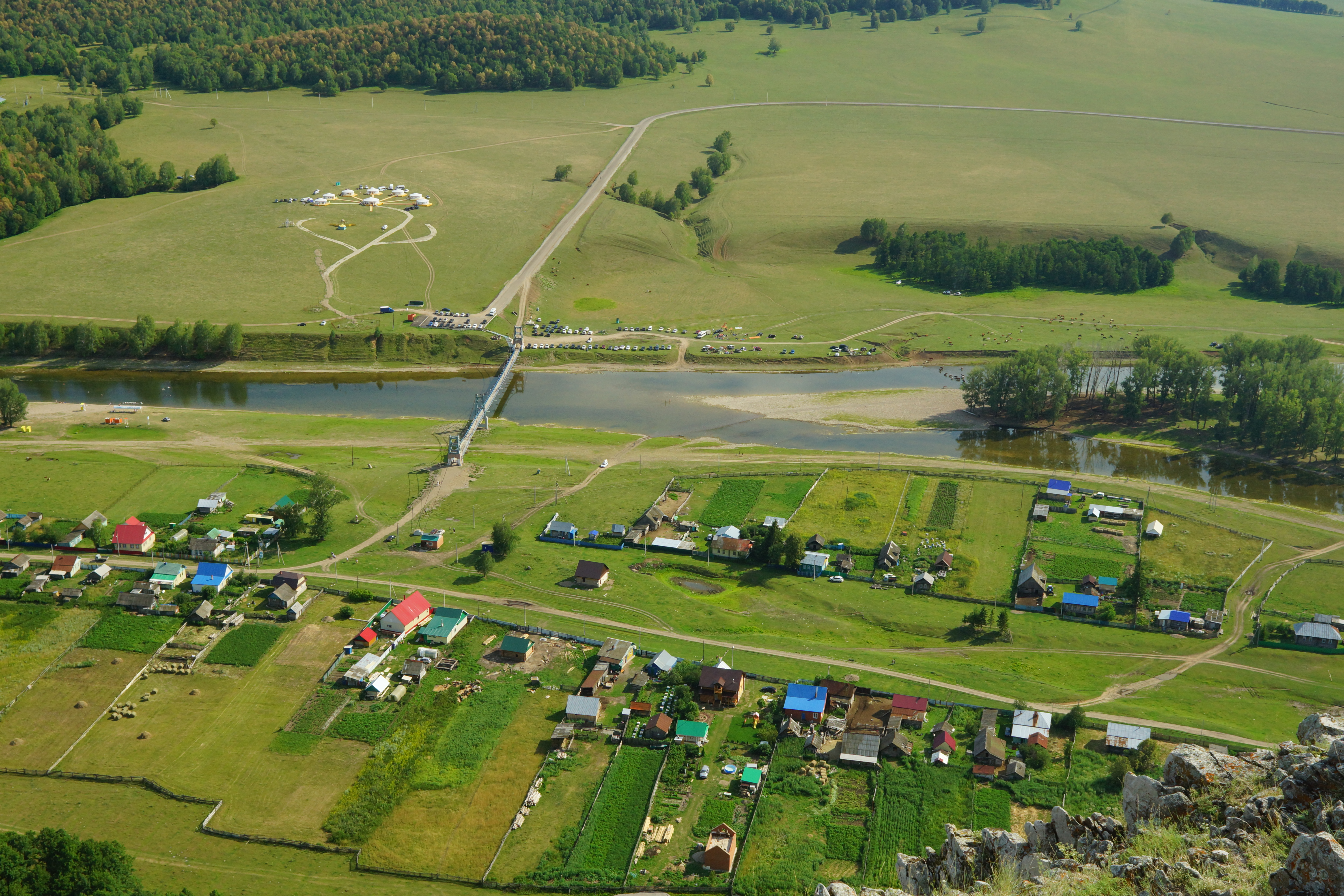
Таш-Асты, Зилим и мост, 2021 год
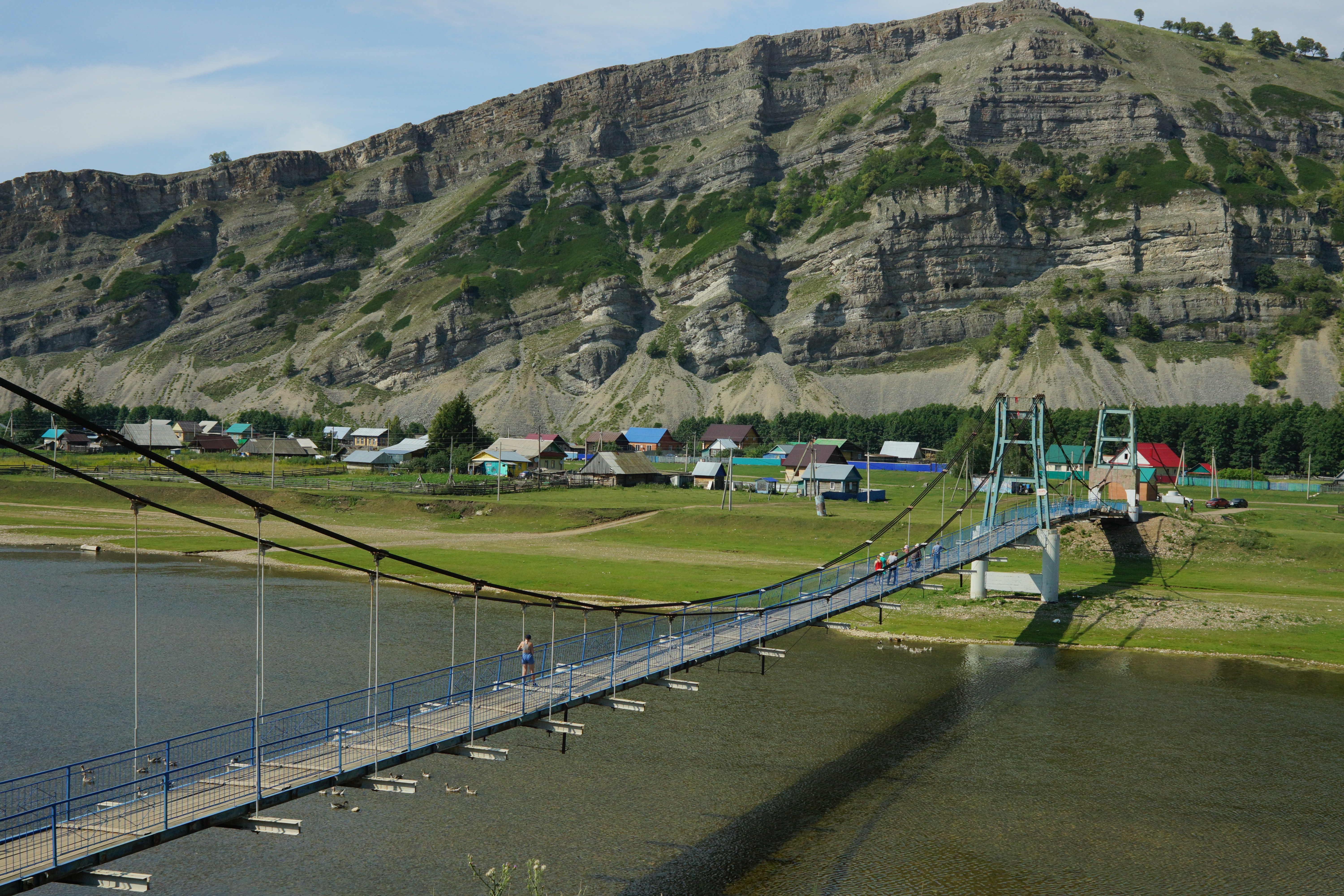
Пешеходный мост через Зилим
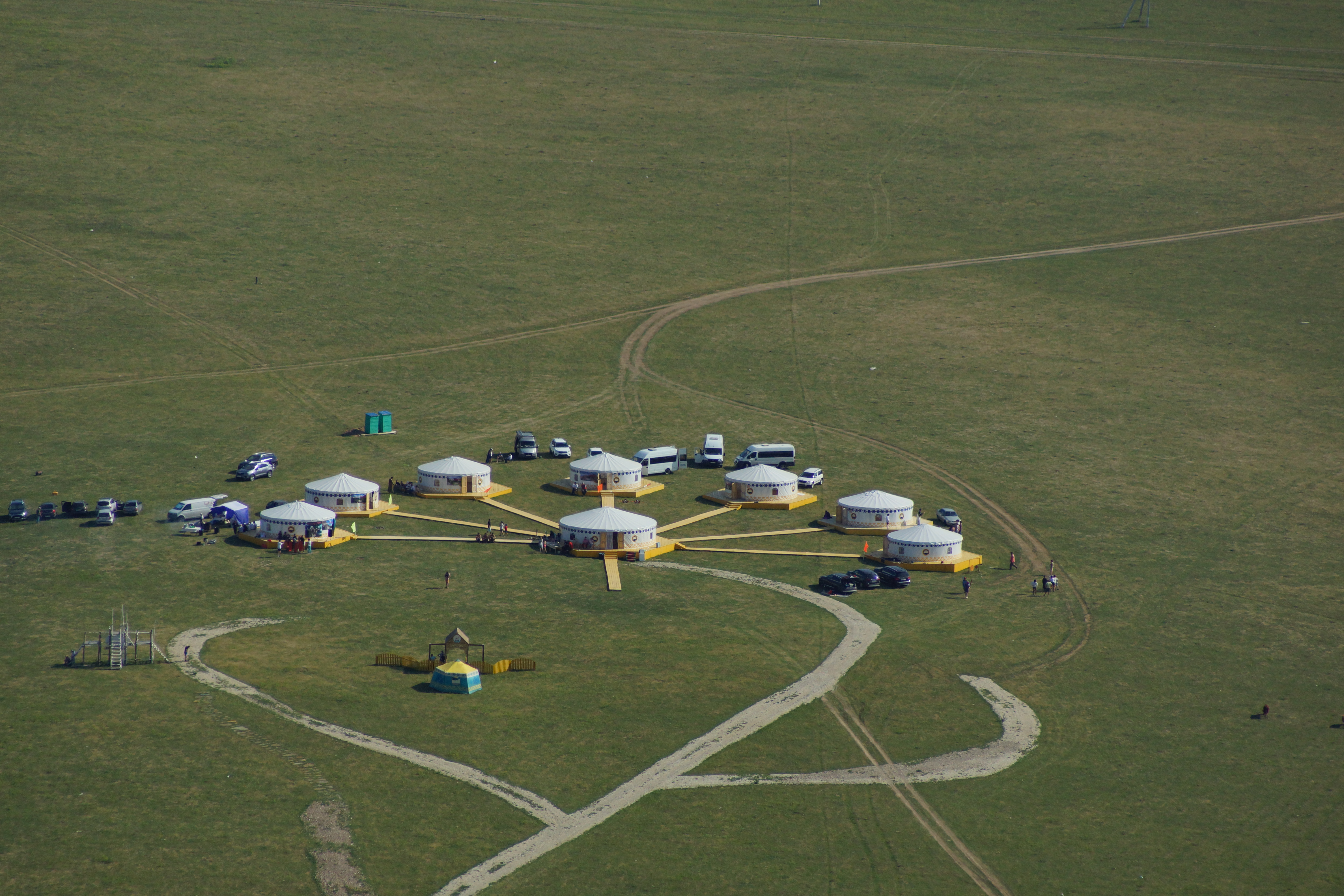
Мастерская народных промыслов «Сердце Башкирии»
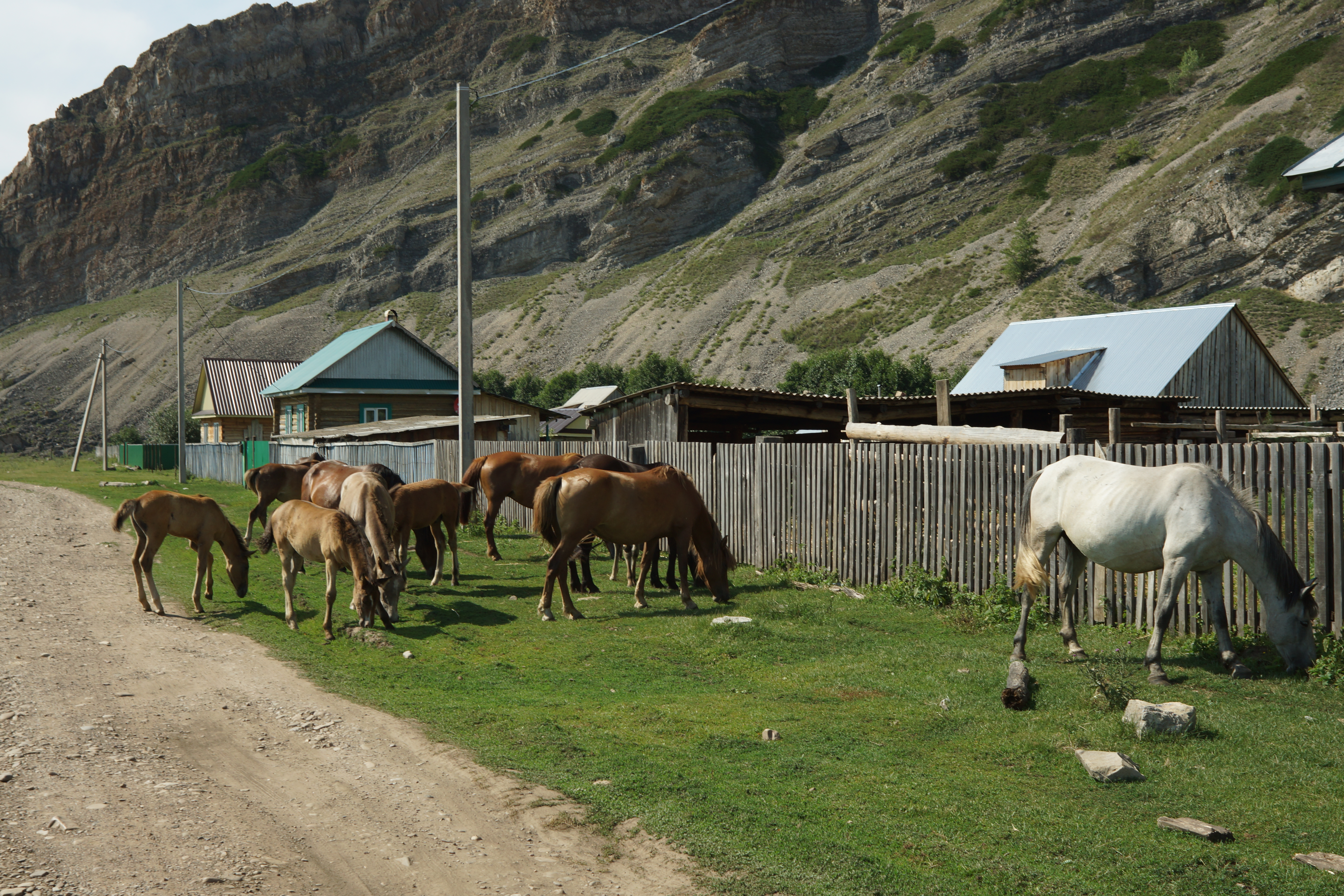
Лошади в деревне Таш-Асты
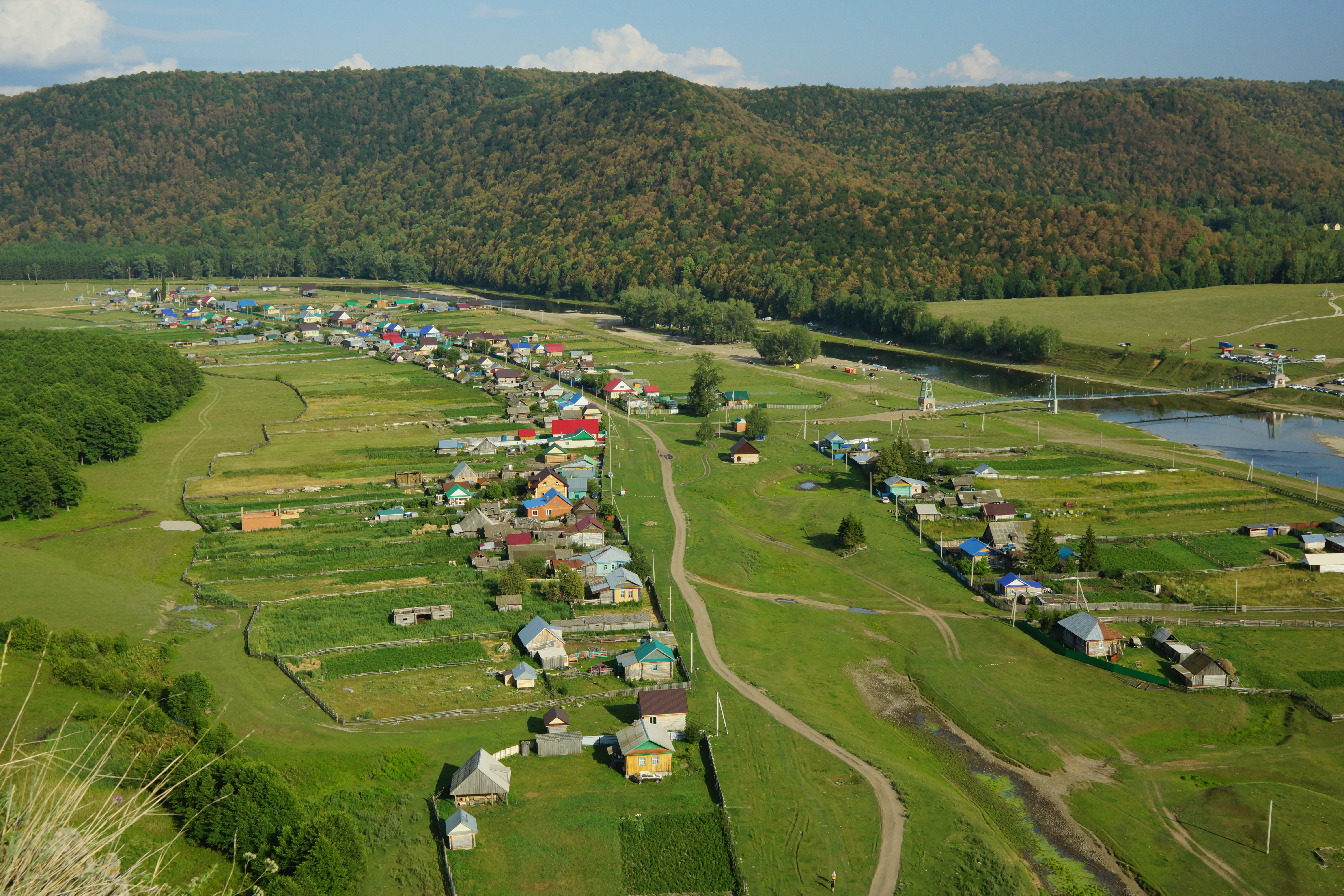
Таш-Асты со скалы Уклы-Кая
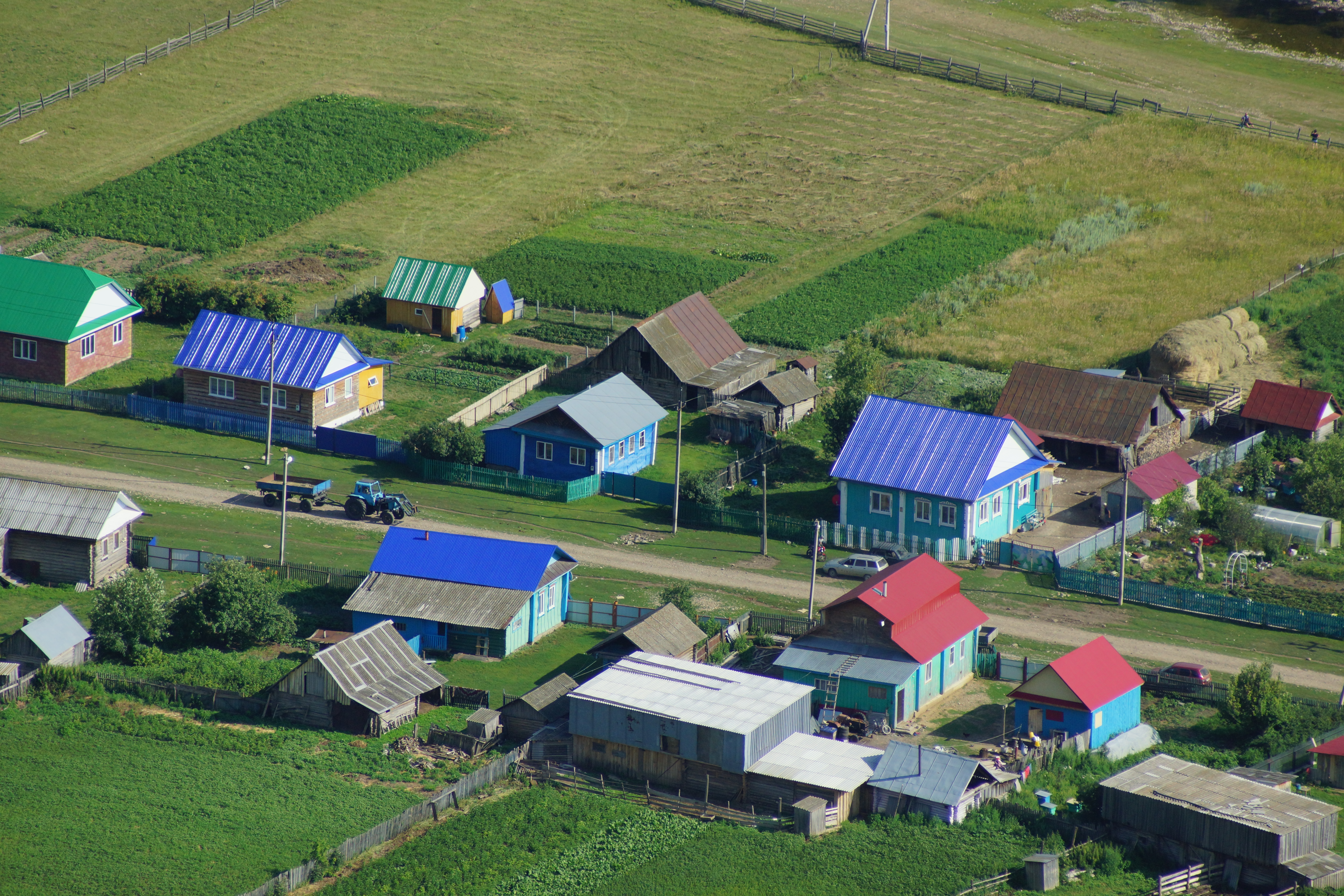
Таш-Асты со скалы Уклы-Кая
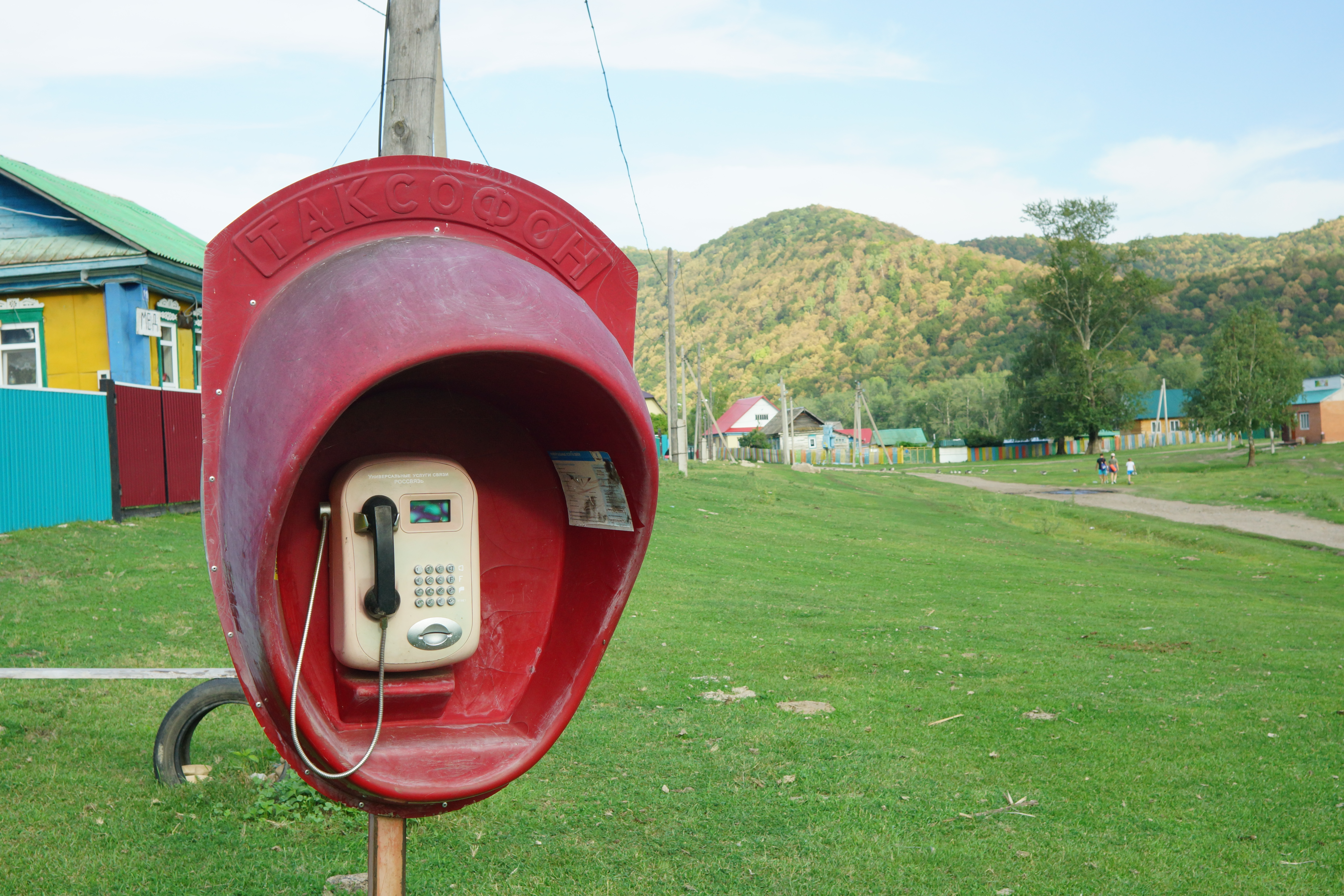
Таш-Асты, таксофон